# Ilyarachna torleivi
Ilyarachna torleivi är en kräftdjursart som beskrevs av Jörundur Svavarsson 1988. Ilyarachna torleivi ingår i släktet Ilyarachna och familjen Munnopsidae. Inga underarter finns listade i Catalogue of Life.